# Todd Louiso
Todd Louiso (* 1970 in Cincinnati, Ohio) ist ein US-amerikanischer Schauspieler, Filmregisseur und Drehbuchautor.
Seine bekannteste Rolle dürfte die Figur Dick im Film High Fidelity sein. Weitere Rollen hatte er u. a. in den Filmen The Rock – Fels der Entscheidung, Der Date Profi und Meet Bill. 2002 führte er bei dem Film Love Liza Regie. Neben kurzen Auftritten in Fernsehserien wie Dr. House spielte er vier Folgen in Chicago Hope – Endstation Hoffnung. 1993 und 1994 hatte er eine Hauptrolle in Phenom – Das Tenniswunder. Im Jahr 2010 war er in der Komödie Umständlich verliebt zu sehen. 2011 spielte er in einer kurzen Gastrolle in der vierten Staffel der Fernsehserie Californication den Regisseur eines Zombie-Films.

## Filmografie (Auswahl)

### Als Schauspieler
- 1984/1985: Young People’s Specials (Fernsehserie, 2 Folgen)
- 1990: Stella
- 1991: Billy Bathgate
- 1991: Law & Order (Fernsehserie, Folge 2x08 Die Schändung)
- 1992: Der Duft der Frauen (Scent of a Woman)
- 1993–1994: Phenom – Das Tenniswunder (Phenom, Fernsehserie, 22 Folgen)
- 1995: Apollo 13
- 1996: The Rock – Fels der Entscheidung (The Rock)
- 1996: Jerry Maguire – Spiel des Lebens (Jerry Maguire)
- 1997: Kopflos – 8 Köpfe im Koffer (8 Heads in a Duffel Bag)
- 1998: Kein Vater von gestern (A Cool, Dry Place)
- 1998–1999: Chicago Hope – Endstation Hoffnung (Chicago Hope, Fernsehserie, 4 Folgen)
- 2000: High Fidelity
- 2004: Die himmlische Joan (Joan of Arcadia, Fernsehserie, Folge 1x18)
- 2004: Frasier (Fernsehserie, Folge 11x21 Nur noch drei Wochen)
- 2004: Without a Trace – Spurlos verschwunden (Without a Trace, Fernsehserie, Folge 3x08)
- 2005: XXx 2 – The Next Level (XXX: State of the Union)
- 2005: Thank You for Smoking
- 2006: Snakes on a Plane
- 2006: Der Date Profi (School for Scoundrels)
- 2007: Meet Bill
- 2008: Dr. House (House, Fernsehserie, Folge 5x07 Wünsche und Ängste)
- 2009: In Plain Sight – In der Schusslinie (In Plain Sight, Fernsehserie, Folge 2x08)
- 2009: Medium – Nichts bleibt verborgen (Medium, Fernsehserie, Folge 6x07)
- 2010: Umständlich verliebt (The Switch)
- 2011: Californication (Fernsehserie, Folge 4x08 Der letzte Glockenschlag)
- 2011: A Bag of Hammers
- 2013: Suburgatory (Fernsehserie, 3 Folgen)
- 2014: Imperial Dreams
- 2015/2017: Navy CIS (Navy NCIS, Fernsehserie, 2 Folgen)
- 2016: Angie Tribeca (Fernsehserie, Folge 2x06 Nicht ohne meine Niere)
- 2017: Zu guter Letzt (The Last Word)
- 2017: Gemini – Falsches Spiel (Gemini)
- 2018: Silicon Valley (Fernsehserie, Folge 5x05)
- 2018: Alles über Nina (All About Nina)
- 2022: Raymond & Ray

### Hinter der Kamera
- 1995: The Fifteen Minute Hamlet (als Regisseur und Produzent)
- 2002: Love Liza (als Regisseur)
- 2009: The Marc Pease Experience (als Regisseur und Drehbuchautor)
- 2012: Hello I Must Be Going (als Regisseur)
- 2015: Macbeth (als Drehbuchautor)
- 2019: The Summer People (Fernsehfilm, als Regisseur und Produzent)